# カラフルパレット
カラフルパレットは、日本の音楽ユニット。静岡県出身。Yu-ki（ゆうき）とあきひろの二人による音楽ユニットである。

エンターテイメントポップユニットを標榜して活動。2014年3月にデビュー。所属事務所、レーベルはCIMS Music Entertainment。

## メンバー
Yu-ki
誕生日：1985年11月17日（蠍座）
血液型：O型
趣味：料理、クレーンゲーム
好きな食べ物：サーモン、ブルーチーズ、ビール
日本作曲家協会会員　作曲家としては大村友希 名義でも楽曲提供

あきひろ
誕生日：1983年8月7日（獅子座）
血液型：AB型
趣味：乾杯、呑む、読書、スマホゲーム、ハモる
好きな食べ物：ベビースターラーメン、さわやか、ビール

## 来歴

### 結成・二人のスタートまで
2013年3月1日、ボーカルYu-kiとギターKyo-heyが参加していた4人組バンドShaAarp（CIMS Muisc Entertainment所属）の活動休止に伴い、Yu-kiの新プロジェクトとして、ボーカルYu-ki、ギターKyo-heyで「カラフルパレット」を結成。
お披露目CD「1stお披露目音源」をライブ会場限定で発売。（曲目：1. カラフルパレット／2. エール／3. キミが好き）300枚完売。
同年5月、レギュラーラジオ番組「カラフルパレットのラジパレ」全国2局ネットでスタート。

同月 ボーカルのYu-kiが新しいことに挑戦したいと思い立ち、ツインボーカルにするため、メンバーを探し始める。
同年6月、Yu-kiが編曲、レコーディングなどでCD制作に携わっていたシンガーソングライターのあきひろに電話して、カラフルパレット加入を打診した。

当時、1日コラボや即席ユニットなどに嵌っていたあきひろは即答で「いいよ!!!」と答えるが、Yu-kiが「マジでなんだけど」と言うと、あきひろは「ちょっと考えさせて」と回答。
数日後、Yu-kiとあきひろはYu-kiの実家で呑みながら話し合い、あきひろが加入を決意した。
7月1日をあきひろの正式加入日と決定し、リハーサルや準備を進めていたところ、Kyo-heyと意見の食い違いが起こり、話し合いの末、あきひろ加入の前日にKyo-heyの脱退が決まった。
7月1日、あきひろが正式加入。現在のカラフルパレットの形態にて活動をスタートした。
同年8月、2ndお披露目CD「2ndお披露目音源」をライブ会場限定で発売。（曲目：1. カラフルパレット／2. 夏・海・恋／3. カレン）300枚完売。
同年10月、スカパー288ch／541ch レギュラー番組「カラフルパレットのミューパレ」スタート。
同年11月、FM世田谷キャラクター「DJせたハチ」のテーマソングを提供。
デビューアルバムを制作中、Yu-kiがバンド時代から出演していた、全日本高等学校女子サッカー選手権大会に合わせて先駆けシングル「Flower in the Field」を発売した。

### デビュー
2014年
- 1月～3月　関西テレビ「Music&Weatherおはよ」でヘビーローテーション【カラフルパレット/大好きなこの街で】
- 2月　FM世田谷「CRCキャンパスRADIOカンパニー」でヘビーローテーション【大好きなこの街で】
- 2月8日　デビュー記念ライブ in 御前崎市民会館（静岡）初のホールワンマンライブを大成功させる
- 2月～3月　関西テレビ「音エモン」でヘビーローテーション【大好きなこの街で】
- 3月5日　デビューアルバム「カラフルパレット」でデビュー[9][10]（制作 CIMS Muisc Entertainment／販売 ユニバーサルミュージック合同会社）
- 3月　USEN 週間ジャンル別ランキング 47位ランクイン【大好きなこの街で】
- 4月　関西テレビ「音エモン」でヘビーローテーション【カラフルパレット】
- 5月　ニコニコ生放送公式 PIECE CHANNEL レギュラー番組「オトバラ」スタート（MC:元新選組リアン 國定拓弥・天真爛漫いわみん）
- 7月　静岡朝日テレビ 「あさひテレビ Bigフリーマーケット2014」の開催告知TVCMソングに決定【ぽいすてはだめ! カラパレver】
- 12月10日　2nd Single「キラキラキラリ」発売

2015年
- 1月28日　USEN 週間ジャンル別ランキング 19位ランクイン【キラキラキラリ】
- 3月29日　デビュー1周年記念ライブ in LiveHouse浜松窓枠（静岡） ※チケットSOLD OUT
- 10月20日　Ameba TV FRESH! 公式 PIECE CHANNEL レギュラー番組「ぐるぐるナイト☆フィーバー!!」スタート
- 12月　初の5都市ワンマンライブツアー開催。ファイナル浜松LiveHouse窓枠 他、各地大盛況で幕を閉じる。

2016年
- 2月7日　藤枝市シティ・プロモーション認定事業「藤枝いいとこコンテスト2016」公式PRソング提供【笑顔の街】
- 2月10日　3rd Single「ありのままのきみでいい」発売
※初オリコン週間ランキング ランクイン (イケヤ週間ランキング2位 / タワーレコードららぽーと磐田店デイリー1位 獲得)
- 7月1日　有線J-POP問い合わせランキングにて10位ランクイン【ありのままのきみでいい】
- 12月1日　有線J-POPリクエストランキング（北海道地区）にて8位ランクイン【ありのままのきみでいい】

2017年
- 2月1日　有線J-POP問い合わせランキングにて9位ランクイン【ありのままのきみでいい】
- 3月26日　茶夢来テーマソング「SA・MU・RAI」を提供
- 4月5日　Apollo Theater「Amateur Night」に出演。世界へ挑戦の第一歩を踏み出す【演奏曲:All of me / John Legend】[11]
- 10月11日　Apollo Theater「Amateur Night」に出演。

2018年
- 6月　レギュラー番組「ちゃみずでふらっと♭」スタート（パーソナリティ 伊藤ゆうき、カラフルパレット）
- 7月11日　Mini album「にじ」発売
- 11月7日　4th Single「ありがとう～100万回の約束～」発売
- 12月1日　総合保険代理店 有限会社ダックスクラブのTVCMソングに決定【きみと歩くまち】 [12]

2019年
- 日本テレビ系「バズリズム02」1月POWER PLAY【ありがとう～100万回の約束～】決定
- 1月25日　日本テレビ系「バズリズム02」あの人ランキング「泣く時に聴きたい曲No.1」1位【ありがとう～100万回の約束～】
- 2月、札幌テレビ「ジョシスタ あいく的」2月エンディングテーマ【ありがとう～100万回の約束～】 決定
- くまもと県民テレビ「Saturday ココ Smile サタデココ」2月エンディングテーマ【ありがとう～100万回の約束～】決定
- 日本テレビ系「ウチのガヤがすみません!」2月エンディングテーマ【ありがとう～100万回の約束～】決定
- SBSテレビ ドラマ「ヨエロスンSPドラマ 怒Sナイトの乱～やっぱりテレビ関係者は観ないで下さい～」テーマソング 【SA・MU・RAI】決定
- 有線J-POP問い合わせランキングにて2位ランクイン (2月1日付)【ありがとう～100万回の約束～】
- 2月23日　栃木県矢板市「やいた応援大使」に就任[13][14]
- 3月1日　日本テレビ系「スッキリ」3月テーマソング【ありがとう～100万回の約束～】決定
- 3月6日　2nd Mini Album「SA・MU・RAI」発売[15]
- 4月1日　SBSテレビ「Soleいいね!」4月～6月エンディングテーマ【SA・MU・RAI】決定
- 有線J-POP問い合わせランキングにて7位ランクイン (5月8日付)【SA・MU・RAI】
- 5月1日　福岡放送「クロ女子白書」5月エンディングテーマ【ありがとう～100万回の約束～】決定
- 9月29日　日本テレビ系「NNNストレイトニュース」10月〜12月ウェザーテーマ【HAPPY WEATHER】決定[16][17][18][19]
- 11月2日　福島中央テレビ「二畳半レコード」11月エンディングテーマ【HAPPY WEATHER】決定
- 11月7日　とちぎテレビ「イブ6プラス」毎月第1、第3木曜メンバーゲストに決定
- 12月、福岡放送「クロ女子白書」12月エンディングテーマ【HAPPY WEATHER】決定

2020年
- 日本テレビ系「バズリズム02」1月POWER PLAY【HAPPY WEATHER】決定
- 有線J-POP問い合わせランキングにて5位ランクイン (1月6日付)【HAPPY WEATHER】
- テレビ東京系「勇者ああああ～ゲーム知識ゼロでもなんとなく見られるゲーム番組～」5月エンディングテーマ【パラダイス☆パラダイム】決定
- 日本テレビ系「バズリズム02」6月・7月 POWER PLAY【生きてるだけで幸せって言える日がやってくるからな】決定
- テレビ岩手「ねだらX」【生きてるだけで幸せって言える日がやってくるからな】オープニングテーマ決定
- 6月17日　4th Album「MIRACLE」発売

2021年
- 6月、静岡朝日テレビ「第103回全国高等学校野球選手権 静岡大会」中継タイアップ曲【アイオライト】決定[20]
- 7月7日　配信シングル「アイオライト」リリース
- 7月28日　シンガーソングライター伊藤ゆうきとの配信コラボシングル「Brand New Day / 栞」リリース
- 9月、女子プロサッカーチーム「ちふれASエルフェン埼玉」公式スタジアム入場曲【Go the limit】決定[21]
同月8日　配信シングル「Go the limit」リリース
- 12月18日　配信シングル「星の光のように」リリース[22]
- 12月21日・22日　朗読×音楽ライブ「音読～オトヨミ～」開催[23][24]
AKINO from bless4、長江健次（イモ欽トリオ）らとのコラボ楽曲を同公演にて発表

2022年
- 8月　BS12「午前3時の音楽会」案内役としてレギュラー出演開始
- 8月17日　初の演歌曲「哀セレナーデ」発売　発売元：LMF／販売：徳間ジャパンコミュニケーションズ
- 8月　BS日テレ「歌謡プレミアム」今月の推薦曲に決定
- 9月、10月付　有線放送キャンシステム 演歌問い合わせランキング全国２位ランクイン
- 9月　JA全農とちぎ　U字工事 出演/歌唱によるお米のCM「うますぎてごめんね」に楽曲提供
- 10月　Vo Yu-ki(作家名 大村友希) 日本作曲家協会ソングコンテストグランプリ2022にて優秀作曲賞 受賞
- 11月　TBS系列「ひるおび」エンディングテーマに「ハルカカナタ」決定

2023年
- 1月18日　ミニアルバム「ハルカカナタ」発売
- 2月　Vo Yu-ki(作家名 大村友希) 日本音楽著作家連合 新作歌謡コンクール2022にて佳作作曲賞 受賞
- 7月　作詩家　久仁京介 氏のYouTubeチャンネル「作詩家久仁京介の世界」に歌唱参加

　　　　（ 江ノ電ものがたり ／ ららばい ) を発表
- 8月　Vo Yu-ki(作家名 大村友希) 日本詩人連盟 日本詩人大賞2022にて優秀作曲賞 受賞

2024年
- 3月20日　イモ欽トリオ 長江健次とのSPユニット　長江健次とカラフルパレット「もう少しだけ」発売
- 4月3日　演歌歌謡曲 第二弾「江ノ電ものがたり」発売　発売元：夢レコード／販売：徳間ジャパンコミュニケーションズ
- 11月11日　2024年11月11日付　「江ノ電ものがたり」がオリコン週間ランキング（演歌・歌謡部門）８位ランクイン

### シングル
|     | 発売日         | タイトル            | 規格品番  | 収録曲                              | 作詞  | 作曲  | 編曲     | 備考          |
| --- | -------------- | ------------------- | --------- | ----------------------------------- | ----- | ----- | -------- | ------------- |
| 1st | 2013年12月18日 | Flower in the Field | CIMS-1387 | 1.Flower in the Field               | Yu-ki | Yu-ki | H.Miyake | オリコン 圏外 |
| 1st | 2013年12月18日 | Flower in the Field | CIMS-1387 | 2.カラフルパレット                  | Yu-ki | Yu-ki | Yu-ki    | オリコン 圏外 |
| 1st | 2013年12月18日 | Flower in the Field | CIMS-1387 | 3.Flower in the Field-instrumental- | Yu-ki | Yu-ki | H.Miyake | オリコン 圏外 |

|     | 発売日         | タイトル       | 規格品番  | 収録曲                                      | 作詞         | 作曲         | 編曲  | 備考          |
| --- | -------------- | -------------- | --------- | ------------------------------------------- | ------------ | ------------ | ----- | ------------- |
| 2nd | 2014年12月10日 | キラキラキラリ | CIMS-1500 | 1.キラキラキラリ                            | Yu-ki        | Yu-ki        | Yu-ki | オリコン 圏外 |
| 2nd | 2014年12月10日 | キラキラキラリ | CIMS-1500 | 2.カラフルパレット-Xmas ver-                | Yu-ki        | Yu-ki        | Yu-ki | オリコン 圏外 |
| 2nd | 2014年12月10日 | キラキラキラリ | CIMS-1500 | 3.にじ                                      | 新沢としひこ | 中川ひろたか | Yu-ki | オリコン 圏外 |
| 2nd | 2014年12月10日 | キラキラキラリ | CIMS-1500 | 4.ぽいすてはだめ！ with ごみら&ゴミおじさん | Yu-ki        | Yu-ki        | Yu-ki | オリコン 圏外 |
| 2nd | 2014年12月10日 | キラキラキラリ | CIMS-1500 | 5.カラフルパレット-盆踊り ver-              | Yu-ki        | Yu-ki        | Yu-ki | オリコン 圏外 |

|     | 発売日        | タイトル               | 規格品番  | 収録曲                                 | 作詞     | 作曲  | 編曲  | 備考           |
| --- | ------------- | ---------------------- | --------- | -------------------------------------- | -------- | ----- | ----- | -------------- |
| 3rd | 2016年2月10日 | ありのままのきみでいい | CIMS-1513 | 1.ありのままのきみでいい               | あきひろ | Yu-ki | Yu-ki | オリコン 169位 |
| 3rd | 2016年2月10日 | ありのままのきみでいい | CIMS-1513 | 2.走り出して                           | Yu-ki    | Yu-ki | Yu-ki | オリコン 169位 |
| 3rd | 2016年2月10日 | ありのままのきみでいい | CIMS-1513 | 3.大丈夫                               | あきひろ | Yu-ki | Yu-ki | オリコン 169位 |
| 3rd | 2016年2月10日 | ありのままのきみでいい | CIMS-1513 | 4.さぁ、手をつなごう                   | tomo     | Yu-ki | Yu-ki | オリコン 169位 |
| 3rd | 2016年2月10日 | ありのままのきみでいい | CIMS-1513 | 5.ありのままのきみでいい-Acoustic ver- | あきひろ | Yu-ki | Yu-ki | オリコン 169位 |

|     | 発売日        | タイトル                    | 規格品番  | 収録曲                        | 作詞     | 作曲     | 編曲     | 備考          |
| --- | ------------- | --------------------------- | --------- | ----------------------------- | -------- | -------- | -------- | ------------- |
| 4th | 2018年11月7日 | ありがとう～100万回の約束～ | CIMS-1817 | 1.ありがとう～100万回の約束～ | あきひろ | Yu-ki    | 杉浦秀明 | オリコン 圏外 |
| 4th | 2018年11月7日 | ありがとう～100万回の約束～ | CIMS-1817 | 2.僕といっしょに              | あきひろ | あきひろ | Yu-ki    | オリコン 圏外 |
| 4th | 2018年11月7日 | ありがとう～100万回の約束～ | CIMS-1817 | 3.きみのうた                  | あきひろ | Yu-ki    | Yu-ki    | オリコン 圏外 |
| 4th | 2018年11月7日 | ありがとう～100万回の約束～ | CIMS-1817 | 4.僕の居る場所                | Yu-ki    | Yu-ki    | 杉浦秀明 | オリコン 圏外 |
| 4th | 2018年11月7日 | ありがとう～100万回の約束～ | CIMS-1817 | 5.あしたも、その先も。        | あきひろ | Yu-ki    | Yu-ki    | オリコン 圏外 |
| 4th | 2018年11月7日 | ありがとう～100万回の約束～ | CIMS-1817 | 6.笑って                      | あきひろ | あきひろ | 杉浦秀明 | オリコン 圏外 |

### アルバム
|       | 発売日       | タイトル         | 規格品番  | 収録曲                            | 作詞     | 作曲     | 編曲             | 備考          |
| ----- | ------------ | ---------------- | --------- | --------------------------------- | -------- | -------- | ---------------- | ------------- |
| Debut | 2014年3月5日 | カラフルパレット | POCE-3456 | 1.大好きなこの街で                | Yu-ki    | Yu-ki    | H.Miyake         | オリコン 圏外 |
| Debut | 2014年3月5日 | カラフルパレット | POCE-3456 | 2.カラフルパレット                | Yu-ki    | Yu-ki    | Yu-ki            | オリコン 圏外 |
| Debut | 2014年3月5日 | カラフルパレット | POCE-3456 | 3.Flower in the Field -Album Mix- | Yu-ki    | Yu-ki    | H.Miyake         | オリコン 圏外 |
| Debut | 2014年3月5日 | カラフルパレット | POCE-3456 | 4.カレン                          | あきひろ | あきひろ | カラフルパレット | オリコン 圏外 |
| Debut | 2014年3月5日 | カラフルパレット | POCE-3456 | 5.夏・海・恋                      | Yu-ki    | Jun      | カラフルパレット | オリコン 圏外 |
| Debut | 2014年3月5日 | カラフルパレット | POCE-3456 | 6.エール                          | Yu-ki    | Yu-ki    | Yu-ki            | オリコン 圏外 |
| Debut | 2014年3月5日 | カラフルパレット | POCE-3456 | 7.あなたと約束                    | Yu-ki    | Yu-ki    | 杉浦秀明         | オリコン 圏外 |
| Debut | 2014年3月5日 | カラフルパレット | POCE-3456 | 8.きみと声あわせれば              | あきひろ | あきひろ | Yu-ki            | オリコン 圏外 |

|     | 発売日       | タイトル | 規格品番  | 収録曲                 | 作詞         | 作曲         | 編曲     | 備考          |
| --- | ------------ | -------- | --------- | ---------------------- | ------------ | ------------ | -------- | ------------- |
| 1st | 2014年3月5日 | にじ     | CIMS-1802 | 1.にじ                 | 新沢としひこ | 中川ひろたか | Yu-ki    | オリコン 圏外 |
| 1st | 2014年3月5日 | にじ     | CIMS-1802 | 2.パレード             | 新沢としひこ | 中川ひろたか | Yu-ki    | オリコン 圏外 |
| 1st | 2014年3月5日 | にじ     | CIMS-1802 | 3.ともだちになるために | 新沢としひこ | 中川ひろたか | Yu-ki    | オリコン 圏外 |
| 1st | 2014年3月5日 | にじ     | CIMS-1802 | 4.はじめの一歩         | 新沢としひこ | 中川ひろたか | 伊藤辰哉 | オリコン 圏外 |
| 1st | 2014年3月5日 | にじ     | CIMS-1802 | 5.世界中のこどもたちが | 新沢としひこ | 中川ひろたか | Yu-ki    | オリコン 圏外 |

|     | 発売日       | タイトル    | 規格品番  | 収録曲           | 作詞     | 作曲     | 編曲             | 備考          |
| --- | ------------ | ----------- | --------- | ---------------- | -------- | -------- | ---------------- | ------------- |
| 2nd | 2019年3月6日 | SA・MU・RAI | CIMS-1901 | 1. SA・MU・RAI   | あきひろ | Yu-ki    | Yu-ki            | オリコン 圏外 |
| 2nd | 2019年3月6日 | SA・MU・RAI | CIMS-1901 | 2.いつかの涙     | あきひろ | Yu-ki    | 杉浦秀明         | オリコン 圏外 |
| 2nd | 2019年3月6日 | SA・MU・RAI | CIMS-1901 | 3.きみと歩くまち | Yu-ki    | Yu-ki    | Yu-ki            | オリコン 圏外 |
| 2nd | 2019年3月6日 | SA・MU・RAI | CIMS-1901 | 4.スピカ         | Yu-ki    | Yu-ki    | Yu-ki            | オリコン 圏外 |
| 2nd | 2019年3月6日 | SA・MU・RAI | CIMS-1901 | 5.太陽の詩       | あきひろ | あきひろ | カラフルパレット | オリコン 圏外 |
| 2nd | 2019年3月6日 | SA・MU・RAI | CIMS-1901 | 6.笑顔の街       | あきひろ | Yu-ki    | Yu-ki            | オリコン 圏外 |

|     | 発売日         | タイトル      | 規格品番            | 収録曲                 | 作詞     | 作曲     | 編曲             | 備考 |
| --- | -------------- | ------------- | ------------------- | ---------------------- | -------- | -------- | ---------------- | ---- |
| 3rd | 2019年10月30日 | HAPPY WEATHER | CIMS-1907 CIMS-1908 | 1.カラフルパレード     |          | Yu-ki    | Yu-ki            |      |
| 3rd | 2019年10月30日 | HAPPY WEATHER | CIMS-1907 CIMS-1908 | 2.HAPPY WEATHER        | あきひろ | Yu-ki    | Yu-ki / 杉浦秀明 |      |
| 3rd | 2019年10月30日 | HAPPY WEATHER | CIMS-1907 CIMS-1908 | 3.キミが好き           | Yu-ki    | Yu-ki    | 杉浦秀明         |      |
| 3rd | 2019年10月30日 | HAPPY WEATHER | CIMS-1907 CIMS-1908 | 4.ありがとう、さよなら | Yu-ki    | Yu-ki    | 杉浦秀明         |      |
| 3rd | 2019年10月30日 | HAPPY WEATHER | CIMS-1907 CIMS-1908 | 5.Start                | あきひろ | あきひろ | 杉浦秀明         |      |
| 3rd | 2019年10月30日 | HAPPY WEATHER | CIMS-1907 CIMS-1908 | 6.「1224」             | あきひろ | あきひろ | Yu-ki            |      |

|     | 発売日        | タイトル | 規格品番  | 収録曲                                              | 作詞     | 作曲     | 編曲             | 備考 |
| --- | ------------- | -------- | --------- | --------------------------------------------------- | -------- | -------- | ---------------- | ---- |
| 4th | 2020年6月17日 | MIRACLE  | CIMS-2017 | 1.夢花火                                            | Yu-ki    | Yu-ki    | 杉浦秀明         |      |
| 4th | 2020年6月17日 | MIRACLE  | CIMS-2017 | 2.パラダイス☆パラダイム                             | あきひろ | Yu-ki    | 杉浦秀明         |      |
| 4th | 2020年6月17日 | MIRACLE  | CIMS-2017 | 3.HAPPY WEATHER                                     | あきひろ | Yu-ki    | Yu-ki / 杉浦秀明 |      |
| 4th | 2020年6月17日 | MIRACLE  | CIMS-2017 | 4.ありのままのきみでいい                            | あきひろ | Yu-ki    | Yu-ki            |      |
| 4th | 2020年6月17日 | MIRACLE  | CIMS-2017 | 5.サヨナラ                                          | あきひろ | あきひろ | 杉浦秀明         |      |
| 4th | 2020年6月17日 | MIRACLE  | CIMS-2017 | 6.プラスマイナス                                    | Yu-ki    | あきひろ | 西尾大二郎       |      |
| 4th | 2020年6月17日 | MIRACLE  | CIMS-2017 | 7.あしたも、その先も。                              | あきひろ | Yu-ki    | Yu-ki            |      |
| 4th | 2020年6月17日 | MIRACLE  | CIMS-2017 | 8.ありがとう〜100万回の約束〜                       | あきひろ | Yu-ki    | 杉浦秀明         |      |
| 4th | 2020年6月17日 | MIRACLE  | CIMS-2017 | 9.いつかの涙                                        | あきひろ | Yu-ki    | 杉浦秀明         |      |
| 4th | 2020年6月17日 | MIRACLE  | CIMS-2017 | 10.SA・MU・RAI                                      | あきひろ | Yu-ki    | Yu-ki            |      |
| 4th | 2020年6月17日 | MIRACLE  | CIMS-2017 | 11.キラキラキラリ                                   | Yu-ki    | Yu-ki    | Yu-ki            |      |
| 4th | 2020年6月17日 | MIRACLE  | CIMS-2017 | 12.生きてるだけで幸せって言える日がやってくるからな | あきひろ | Yu-ki    | 杉浦秀明         |      |
| 4th | 2020年6月17日 | MIRACLE  | CIMS-2017 | 13.大丈夫                                           | あきひろ | Yu-ki    | 杉浦秀明         |      |
| 4th | 2020年6月17日 | MIRACLE  | CIMS-2017 | 14.握手をしようよ                                   | あきひろ | Yu-ki    | Yu-ki            |      |

### タイアップ
| 楽曲                                             | タイアップ先 |
| ------------------------------------------------ | --- |
| Flower in the Field                              | 全日本高等学校女子サッカー選手権大会 応援ソング |
| 大好きなこの街で                                 | 関西テレビ「Music&Weatherおはよ」1月～3月ヘビーローテーション 関西テレビ「音エモン」2月～3月ヘビーローテーション |
| カラフルパレット                                 | 関西テレビ「Music&Weatherおはよ」1月～3月ヘビーローテーション 関西テレビ「音エモン」4月ヘビーローテーション |
| ぽいすてはだめ!                                  | 静岡朝日テレビ 「あさひテレビBigフリーマーケット2014」TVCMソング |
| さぁ、手をつなごう                               | 三川イメージソング |
| きみと歩くまち                                   | 総合保険代理店 有限会社ダックスクラブ TVCMソング |
| ありがとう～100万回の約束～                      | 日本テレビ系「スッキリ」3月テーマソング 日本テレビ系「ウチのガヤがすみません!」2月エンディングテーマ 福岡放送「クロ女子白書」5月エンディングテーマ くまもと県民テレビ「Saturday ココ Smile サタデココ」２月エンディングテーマ 札幌テレビ「ジョシスタ あいく的」２月エンディングテーマ 日本テレビ系「バズリズム02」1月POWER PLAY |
| SA・MU・RAI                                      | SBSテレビ「Soleいいね!」4月～６月エンディングテーマ SBSテレビ「ヨエロスンSPドラマ 怒Ｓナイトの乱～やっぱりテレビ関係者は観ないで下さい～」テーマソング |
| HAPPY WEATHER                                    | 日本テレビ系「NNNストレイトニュース」10月〜12月ウェザーテーマ 福島中央テレビ「二畳半レコード」11月エンディングテーマ 福岡放送「クロ女子白書」12月エンディングテーマ 日本テレビ系「バズリズム02」1月POWER PLAY |
| パラダイス☆パラダイム                            | テレビ東京系「勇者ああああ～ゲーム知識ゼロでもなんとなく見られるゲーム番組～」5月エンディングテーマ |
| 生きてるだけで幸せって言える日がやってくるからな | 日本テレビ系「バズリズム02」6、７月POWER PLAY テレビ岩手「ねだらX」オープニングテーマ |
| アイオライト                                     | 静岡朝日テレビ「第103回全国高等学校野球選手権静岡大会」中継タイアップ曲 |
| Go the limit                                     | WEリーグ 女子プロサッカーチーム「ちふれASエルフェン埼玉」応援ソング |
| 哀セレナーデ                                     | BS日テレ「歌謡プレミアム」今月の推薦曲 |
| ハルカカナタ                                     | TBS系列「ひるおび」11月エンディングテーマ |

## 出演

### レギュラー番組
- FM世田谷／市川うららFM「ラジパレ」毎月第1日曜 23:00（世田谷） / 毎月第1火曜 22:30（市川） 放送中[25]
- YouTube Live「カラ☆スタ」[26][27][28]
- 渋谷クロスFM「午後のひととき〜カラフルパレットのラジパレin渋谷クロスFM〜」
- BS12「午前3時の音楽会」案内役
- BS12「あなたに届ける音楽会」案内役

### 過去のレギュラー番組
- スカパー288ch/541ch「カラフルパレットのミューパレ」
- ニコニコ生放送公式 PIECE CHANNEL「オトバラ」
- FRESH! by CyberAgent 公式PIECE CHANNEL「ぐるぐるナイト☆フィーバー!!」
- FRESH LIVE「ちゃみずでふらっと♭」

## 主なライブ
- 2014年2月8日 デビュー記念ライブ（御前崎市民会館 大ホール）[29]
- 2015年3月29日 デビュー1周年記念ワンマンライブ「世界はぐるぐる回ってる」（LiveHouse浜松窓枠）
- 2015年12月 初の5都市ワンマンライブツアー「世界はぐるぐる回ってる ツアー」（東京、名古屋、栃木、静岡、沖縄）
- 2017年４月 ワンマンライブ「世界はぐるぐる回ってる2017」（LiveHouse浜松窓枠）
- 2018年7月「CALAPALE FES 2018」（LiveHouse浜松窓枠）
- 2018年9月 ワンマンライブ「にじの先へ in名古屋」（ICメイツ）[30]
- 2018年10月 ワンマンライブ「にじの先へ in沖縄」（アルテ崎山）
- 2019年6月16日 ワンマンライブツアー2019「世界はぐるぐる回ってる in 静岡」（LiveHouse浜松窓枠）SOLD OUT
- 2019年8月31日 ワンマンライブツアー2019「世界はぐるぐる回ってる in 栃木」（Cafe Ink Blue）SOLD OUT
- 2019年10月26日 ワンマンライブツアー2019「世界はぐるぐる回ってる in 熊本」（スター気分）SOLD OUT
- 2019年11月3日 ワンマンライブツアー2019「世界はぐるぐる回ってる in 名古屋」（HeartLand）SOLD OUT
- 2019年12月1日 ワンマンライブツアー2019「世界はぐるぐる回ってる in 栃木」（Piano cafe Musik）SOLD OUT
- 2019年12月8日 ワンマンライブツアー2019「世界はぐるぐる回ってる in 東京」（ON THE ROOF plus）SOLD OUT
- 2020年7月24日 無観客配信ワンマンライブ「イチ＋イチ＝ムゲンダイ」（横浜O-SITE）
- 2021年2月14日 無観客配信ワンマンライブ「最高の日だ〜コロナに負けるな篇〜」（横浜O-SITE）

## 出演イベント
- 2017年4月5日 NewYork Apollo Theater「Amateur Night」出演
- 2017年10月 NewYork Apollo Theater「Amateur Night」出演
- 2019年8月25日 日本テレビ系「24時間テレビ 愛は地球を救う」静岡メイン会場 出演
- 2021年3月20日 登竜門2020 ゲスト出演